# فنون الأفنان في عيون علوم القرآن
 فنون الأفنان في عيون علوم القرآن هو كتاب في علوم وشرح محتويات القران الكريم، ألفه الحافظ ابن الجوزي (508 هـ - 597 هـ)، يعد الكتاب من أقدم الكتب التي أفردت في علوم القرآن، يتحدث المصنف في كتابه عن فضائل القران الكريم، وعن أنه غير مخلوق، وعن الأحرف السبعة، وكتابة المصحف، وعدد السور والآيات والأحرف والنقط والأجزاء، وعن كل ما هو سور مكية وسور مدنية، واللغات في القرآن الكريم، وعن آداب الوقف والابتداء، وعن المشكل والمتشابه، والإبدال والزيادة والنقص، والفرق بين التفسير والتأويل.